# 瓦尔德汉巴赫
瓦尔德汉巴赫是德国莱茵兰-普法尔茨州的一个市镇。总面积3.92平方公里，总人口354人，其中男性177人，女性177人（2011年12月31日），人口密度90人/平方公里。